# Anfiareo
El Anfiareo (en griego antiguo: Ἀμφιαράϊον, en griego: Αμφιάρειο/Αμφιαράειο) es un antiguo recinto sagrado de la Antigua Grecia que se encontraba en las proximidades de la ciudad de Oropo, en un lugar llamado Psáfide, a unos dos kilómetros al este de la ciudad de Markópoulo Oropoú. Estaba situado en la zona limítrofe de las regiones de Beocia y el Ática. En él se rendía culto a Anfiarao y se emitían oráculos. Se conservan algunos restos arqueológicos del mismo. 

## Divinización de Anfiarao

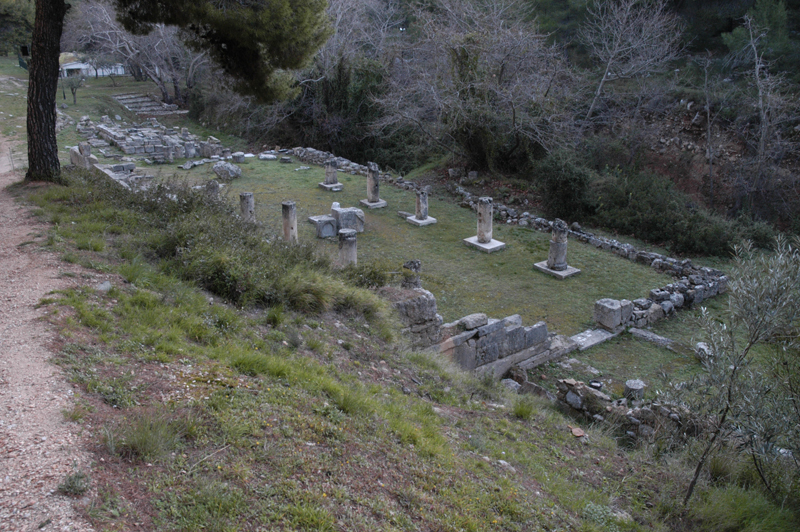
Restos arqueológicos del templo de Anfiarao de Oropo.

Según la mitología griega, Anfiarao era un héroe argivo que tenía dotes de adivino mediante la interpretación de los sueños y se distinguió en la epopeya de los siete contra Tebas. Durante la contienda, la tierra se tragó a Anfiarao junto a su carro, cuando huía. Los habitantes de Oropo fueron los primeros que consideraron a Anfiarao como un dios aunque luego fue considerado como tal por los demás griegos.

## Historia
Heródoto hace alusión a una consulta de los lidios al oráculo de Anfiarao, en tiempos de Creso, y en otra parte de su obra señala que en el templo de Anfiarao no estaba permitido pernoctar a los tebanos, pero no menciona expresamente el lugar donde estaba situado. Según Estrabón, el templo de Anfiarao había estaba ubicado anteriormente en un lugar perteneciente a Tebas denominado Cnopia y desde allí un oráculo ordenó trasladarlo a Oropo.
El Anfiareo de Oropo fue construido en el siglo V a. C. y probablemente su periodo de mayor prosperidad transcurrió entre el siglo III y la primera mitad del II a. C., aunque su culto perduró al menos hasta el auge del cristianismo.
El control de Anfiareo fue disputado por Atenas y Tebas. Originalmente, formaba parte de la Beocia y estaba bajo control tebano, como el resto de Oropo, y todo el culto puede haber sido de origen tebano. Posteriormente, el santuario cambió de manos con frecuencia. Finalmente pasó definitivamente a manos atenienses, junto con el resto de Oropo, en el 300 a. C., después de que Filipo II de Macedonia derrotara a los tebanos. Sin embargo, Oropo nunca llegó a ser uno de los demos del Ática.
La fiesta de la Anfiaraeas, dedicada a los Anfiarao, se celebraba en este lugar cada cuatro años. Se acompañaba de competiciones deportivas y eventos ecuestres. Aristófanes escribió la comedia perdida Amfiaraos (414 a. C.), que hace referencia al culto del lugar.
El santuario se mantuvo en uso hasta la Época romana, cuando las celebraciones eran especialmente populares. El yacimiento fue abandonado en el año 300 d. C.

## Restos arqueológicos

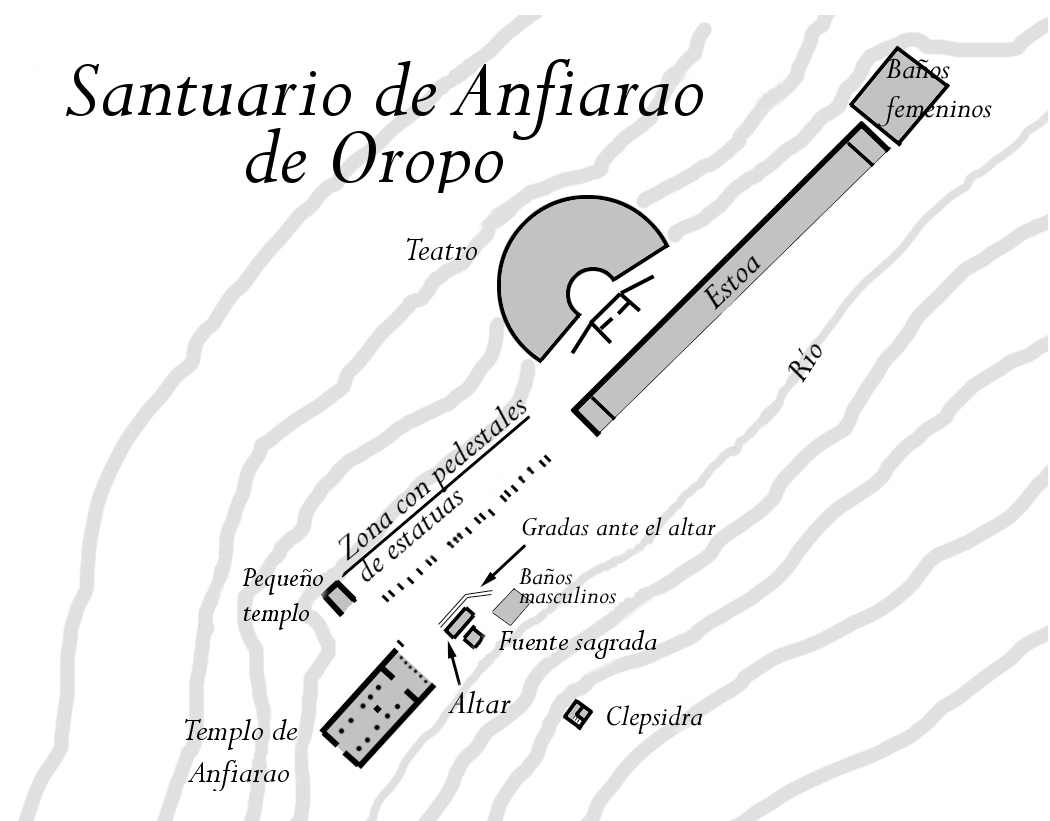
Plano del santuario.

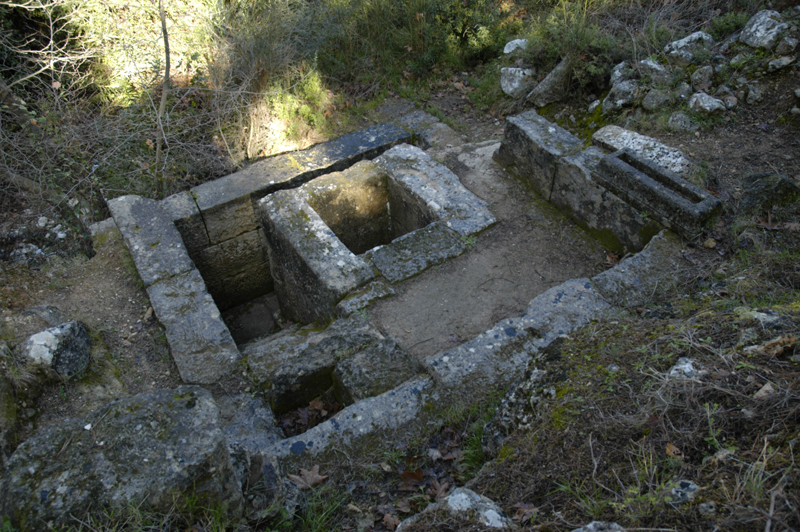
Vista de la clepsidra (reloj de agua) del santuario.

En 1884 se iniciaron las primeras excavaciones por griegos (Sociedad Arqueológica de Atenas), y alemanes dirigidas por Vassileios Leonardos, que se prolongaron, de manera intermitente, hasta el año 1929 y Wilhelm Dörpfeld.
El Anfiareo se hallaba construido a la orilla de un río, en cuya margen izquierda se ubicaban los edificios principales. La entrada se realizaba por el lado oriental, y el primer edificio desde allí era el de los baños, edificados en el siglo IV a. C. A continuación se encontraba una gran estoa que tenía una longitud de unos 110 m. Al oeste, hay una serie de pedestales de estatuas y enfrente de ellos se encuentran los restos del altar que, según la descripción realizada por Pausanias, debió ser un monumento de grandes dimensiones. Al norte de este altar hay restos de escalinatas que, según una inscripción, pertenecen a un edificio con gradas donde permanecían los espectadores de los sacrificios que se realizaban en el altar, mientras al sur se encuentran los restos de la fuente sagrada.
Al suroeste del altar se hallan los restos del templo de Anfiarao, de orden dórico, que tenía unas dimensiones de 38 m x 14 m. También hay restos de un teatro, junto a la estoa, que fue restaurado en época romana. 
En la margen derecha del río se hallaban casas e instalaciones necesarias para el funcionamiento del santuario, tales como casas de huéspedes y el mercado. También hay restos de una clepsidra.

## Descripción de Pausanias
Pausanias que ubica el santuario de Anfiarao a doce estadios de Oropo, describe el interior del santuario. Había una imagen de Anfiarao de mármol blanco. El altar constaba de varias partes: una de ellas dedicada a Heracles, Zeus y Apolo Peón; una segunda en honor a los héroes y a las mujeres de los héroes; una tercera dedicada a Hestia, Hermes, Anfiarao y Anfíloco; una cuarta, en honor de Afrodita, Panacea, Iasó, Higiea y Atenea Peonia y una quinta dedicada a las ninfas, Pan y los dioses-río Aqueloo y Cefiso. 
También menciona una fuente sagrada en la que cada vez que una persona sanaba de una enfermedad se echaban monedas de oro o plata.

## Funcionamiento y rituales

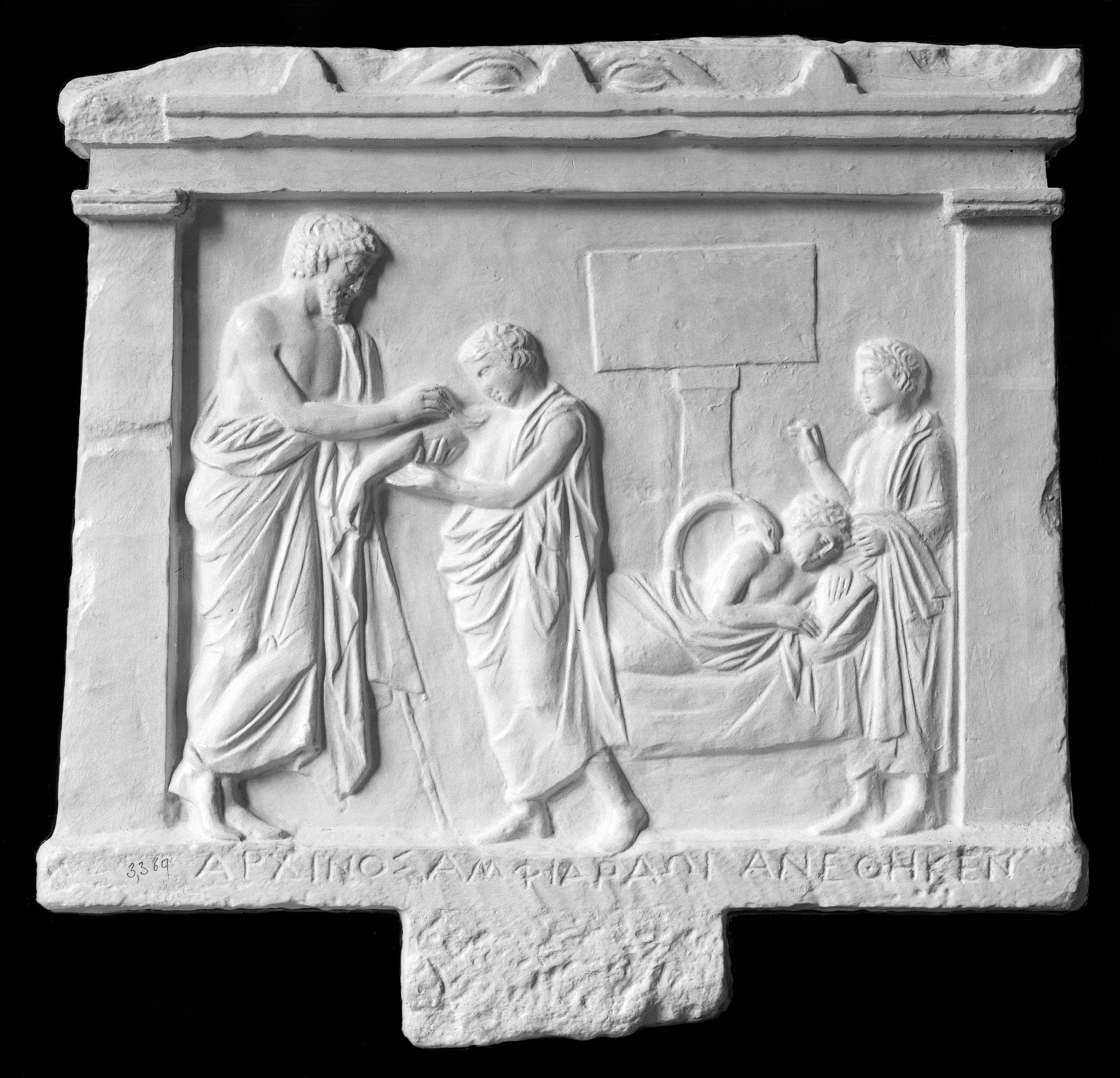
Relieve votivo del siglo IV a. C. hallado en el Anfiareo de Oropo que se exhibe en el Museo Arqueológico Nacional de Atenas. Se representa la curación de un joven en tres secuencias diferentes: en la parte derecha aparece el joven en actitud suplicante; en la parte central el joven duerme mientras una serpiente le muerde el hombro dañado; a la izquierda, Anfiarao realiza la cura.

El santuario funcionaba como un oráculo. Pausanias describe el ritual que practicaban los que acudían a consultar el oráculo, que consistía, en primer lugar, en purificarse realizando un sacrificio de un carnero. Luego se echaban a dormir sobre la piel extendida del carnero hasta que el oráculo se manifestaba mediante un sueño.
Como parte de la purificación, los consultantes debían ayunar un día y no tomar vino durante tres. Otros aspectos rituales se conocen por una inscripción donde se hallan las Leges sacrae del Anfiareo. Los sacerdotes estaban encargados de realizar las purificaciones necesarias, de cobrar a los peregrinos, de atenderles, de dar parte de las noticias del día y de anotar los nombres de aquellos que se quedaban a dormir. Además de las funciones de adivinación del futuro, los peregrinos acudían al santuario para preguntar sobre el modo de sanar sus enfermedades. Además, se realizaban competiciones atléticas.

## Construcciones y hallazgos
El Anfiareo se encuentra en un barranco en las colinas boscosas a unos tres kilómetros al norte del sitio fortificado de la antigua ciudad de Oropo.  El yacimiento se encuentra a unos dos kilómetros al este de la actual Markópoulo Oropoú, a unos dos kilómetros al oeste del pueblo de Kálamos y a unos 36 kilómetros al norte-noreste del centro de Atenas.  La ubicación en el desfiladero estaba probablemente relacionada con el hecho de que Anfiarao era un deidad ctónica.

Vista en planta de la zona del Anfiareo.
Grecia clásica
Período helenístico

Los edificios y estructuras más significativos de la zona del santuario eran (los números se refieren a la vista en planta):
1. Templo de Anfiareo
2. Pequeño templo de Anfiarao
3. Altar
4. Área del teatro
5. Fuente sagrada
6. Clepsidra
7. Baños de hombres
8. Plataforma de las estatuas votivas
9. Teatro de Anfiareo
10. Estoa de Anfiareo
11. Baños de mujeres